# Another One
Another One è un EP del cantautore e polistrumentista canadese Mac DeMarco, pubblicato il 7 agosto 2015 dalla Captured Tracks.

## Tracce
Testi e musiche di Mac DeMarco.
1. The Way You'd Love Her – 2:36
2. Another One – 2:40
3. No Other Heart – 2:53
4. Just to Put Me Down – 3:18
5. A Heart Like Hers – 4:01
6. I've Been Waiting for Her – 2:47
7. Without Me – 2:57
8. My House by the Water – 2:34